# 阪急810系電車
阪急810系電車（810けいでんしゃ）は、かつて京阪神急行電鉄→阪急電鉄に在籍していた通勤形電車である。阪急標準車体寸法を採用した神戸線・宝塚線用の大型車として、1950年から1954年にかけて26両がナニワ工機で製造された。製造時期や性能によって810形と814形、818形に分けられる。

## 車体
京都線用の710系とともに阪急標準車体寸法を確立し、全長は京都線P-6に準じた19,000mm、幅は神宝線で当時最大の800系に準じた2,750mmとした。宝塚線ではこの規格の車両が走行可能なよう、線路の規格向上を行うこととなった。
810系と710系は基本はほぼ同一設計であるが、標識灯が上下逆向き、窓枠の塗装仕上げも810系はニス塗り仕上げ、710系は車体色と同一であるなどの差異があった。

## 主要機器
電装品は東京芝浦電気製で、主電動機は170kW（750V）×4である。

## 製造

### 810形

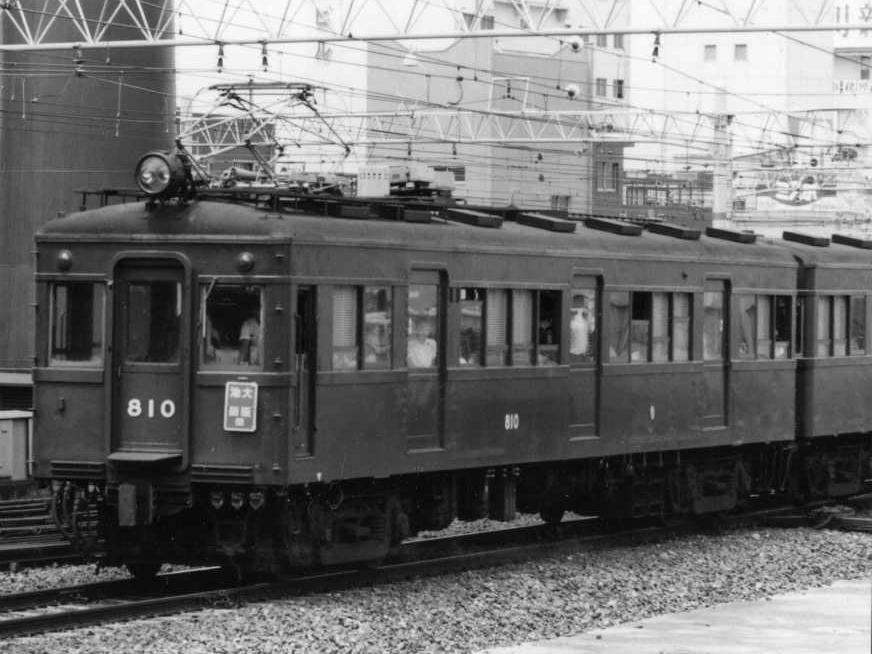
シールドビーム2灯化された810（1976.8.1梅田にて撮影）

ロングシートの800系で運行されていた神戸線・京都線間直通特急のサービス向上のため、架線電圧600Vと1500V区間を直通可能な複電圧車である。座席はクロスシート、台車はイコライザー台車のKS-33（H-147）を使用している。ブレーキはAMAとACAである。複電圧車で特殊な設計なため、他車との併結は不可能であった。
| ← 大阪神戸 → | ← 大阪神戸 → | 竣工       |
| Mc           | Tc           |            |
| 810          | 860          | 1950年12月 |
| 811          | 861          | 1950年12月 |
| 812          | 862          | 1951年2月  |
| 813          | 863          | 1951年2月  |

810-860と811-861の4両は窓の割り付けが異なっているが、812-812以降は710系と同じ配置に統一された。

### 814形

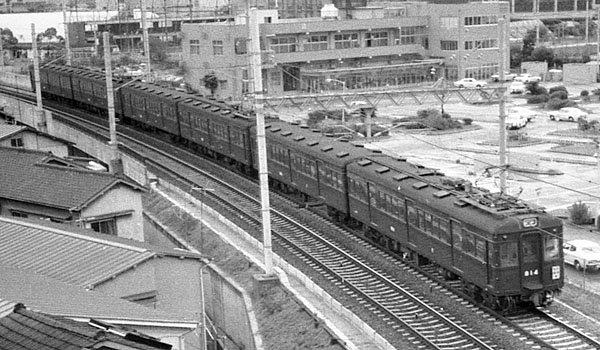
814他の今津線西宮北口 - 阪神国道間

規格向上工事の進む宝塚線最初の大型車として、1952年に814 - 817、864 - 867の8両が投入された。宝塚線用の600V専用車であり、性能の差異から814形として区別されている。座席はロングシート、台車はゲルリッツ式のFS-103を採用した。台車シリンダーのため、ブレーキは中継弁付きのAMA-RとACA-Rである。宝塚線の線路規格向上工事は1952年10月に竣工した。
| ← 大阪宝塚 → | ← 大阪宝塚 → | 竣工      |
| Mc           | Tc           |           |
| 814          | 864          | 1952年4月 |
| 815          | 865          | 1952年4月 |
| 816          | 866          | 1952年4月 |
| 817          | 867          | 1952年4月 |

### 818形

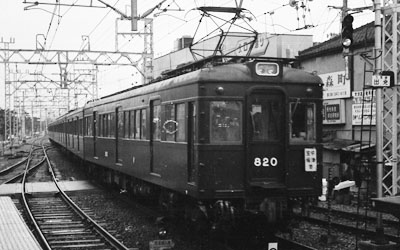
820（西宮北口）

神戸線用として増備された車両で、基本設計や性能は814形と同じである。810形との区別のため818形とも呼ばれる。通風器は中央一列の配置となり、室内灯が蛍光灯に変更された。820以降の4両は屋根が鋼製化され、通風器の数が変更になり、雨樋も設置された。
| ← 大阪神戸 → | ← 大阪神戸 → | 竣工       |
| Mc           | Tc           |            |
| 818          | 868          | 1952年10月 |
| 819          | 869          | 1952年10月 |
| 820          | 870          | 1953年7月  |
| 821          | 871          | 1953年7月  |

最終増備車の822-872は、710系の718-768としての製造途中に、神戸線の輸送力増強への対応のため810系に変更された。主電動機は東洋電機製造TDK-536であり、台車も京都線用のFS-103Kを使用、また貫通扉も運転台側に開くなどの違いが見られる。結果的には、その後継子的扱いを受ける要因ともなった。
| ← 大阪神戸 → | ← 大阪神戸 → | 竣工      |
| Mc           | Tc           |           |
| 822          | 872          | 1954年1月 |

872のFS-103K台車は京都線1600系の増備用として捻出され、予備台車であったアルストムリンク式FS-305に振り替えられた。

## 改造工事

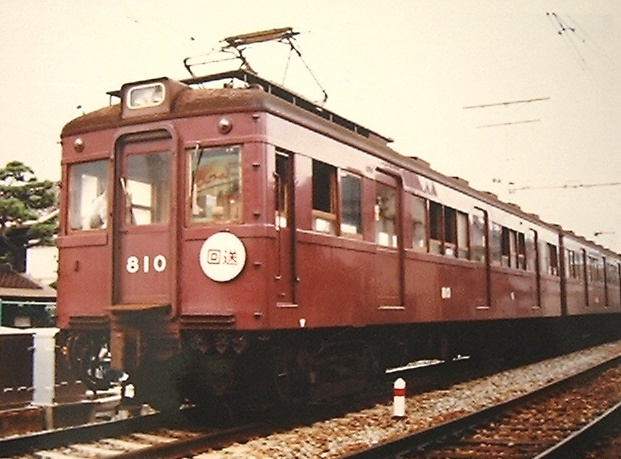
埋め込み型シールドビーム化された810

幌枠の取り付けが行われた他は、大きな改造は受けずに使用されていたが、1967年の神戸線、1969年の宝塚線の昇圧に際し、1500Vへの昇圧改造が順次施工され、複電圧車も1500V専用となった。
同時期に長編成対応のためブレーキのHSC（電磁直通ブレーキ）化改造を行い、811・813・815・819・821・860・862・864・868・870の運転台を撤去、4両固定編成化が進められた。816Fと817Fは、将来の6連化に備えて2両編成で存置された。
- 810-860-811-861
- 812-862-813-863
- 814-864-815-865
- 818-868-819-819
- 820-870-821-871

1971年から1973年には3扉化改造を実施、全車が3扉車となった。
1971年の1000形の1010系編入に際し、864 - 867の台車が1000形より捻出のFS-303に振り替えられ、864 - 867より捻出のFS-103は1600系に転用されている。
1978年から1980年にかけて車体更新が行われ、前照灯のシールドビーム2灯化・雨樋取り付けなどの整備改造を施工した。816・818・865・867の4両は運転台撤去が行なわれ、 814-864-815-865-816-866 と 817-867-818-868-819-869 の6両固定編成となった。

## 運用

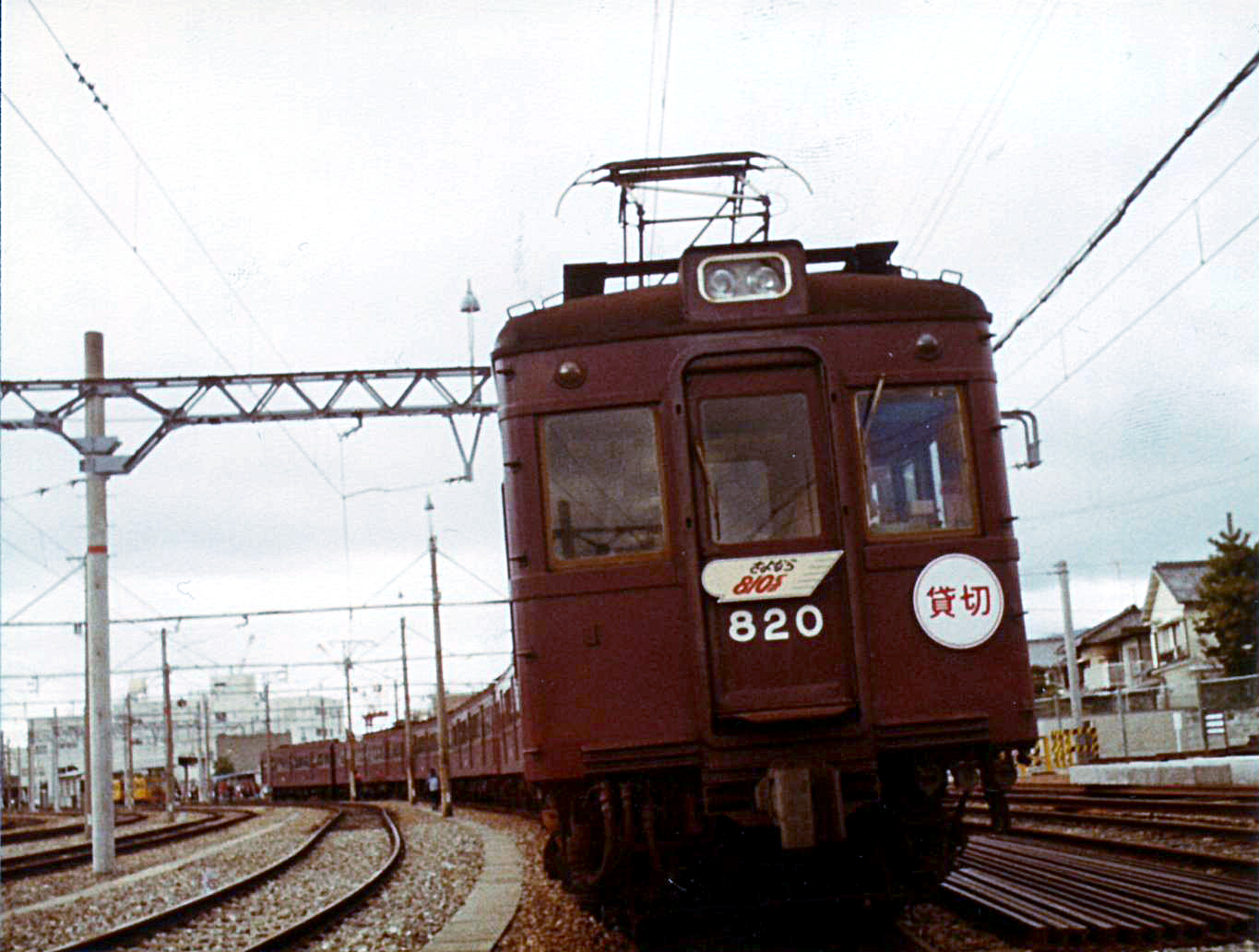
820（1985年3月3日西宮車庫、さよなら運転当日）

810形は1949年12月より神京直通特急に使用されていたが、1951年10月に休止となり、その後の京都線への乗り入れは少数の貸切列車のみとなった。1959年にロングシート化され、神戸線のクロスシート車は8000系の投入まで姿を消すこととなる。
814形は宝塚線で、818形は神戸線で使用されていたが、のちに一体で運用される様になった。一方最終増備車822-872の2両は、本線が4両編成になってからは編成を組む相手が居なくなるため、800形の802-852と併結して 802-852+822-872 の4両編成で使用された。
昇圧工事・HSC化改造前は810形と814以降は運用を分けられており、810形は今津線専用となっていたが、全車の改造終了後は共通運用可能となり、宝塚線で8両編成として使用される様になった。
1975年以降、次第に支線運用となり、今津線では6両編成で、伊丹線では4両編成で、甲陽線では2両編成でも使用されていた。
1985年3月3日、阪急の吊り掛け駆動方式車両として最後に残った810系の6両編成によるさよなら運転が行われ、西宮北口から十三でのスイッチバックを経て嵐山まで運転された。

## 廃車
1983年の 812-862-813-863 より廃車が始まり、1985年3月の 820-870-821-871 の4両を最後に全車廃車された。
820の前頭部が保存されている。
810は廃車後、前頭部のみ個人宅に譲渡された。